# サムナー第2郡区 (アイオワ州ブレマー郡)
サムナー第2郡区（英: Sumner No.2 Township）は、アメリカ合衆国アイオワ州ブレマー郡にある14の郡区の一つである。2000年の国勢調査で、人口は365人だった。

## 地理
サムナー第2郡区は78.1平方キロメートル（30.15平方マイル）で、基礎自治体はない。
アメリカ地質調査所によると、この郡区はSaint John、Saint Johns、Wilson Grove、Zionの4つの霊園が含まれる。